# Ξ̑
Cette page contient des caractères spéciaux ou non latins. S’ils s’affichent mal (▯, ?, etc.), consultez la page d’aide Unicode.
Le xi brève inversée, ξ̑, est une lettre grecque additionnelle utilisée dans l’écriture de certains dialectes du grec moderne.

## Utilisation
Certains auteurs utilisent le xi brève inversée ‹ ξ̑ › pour représenter une consonne affriquée vélaire-palatale sourde [kʃ].

## Représentations informatiques
Le xi brève inversée peut être représente avec les caractères Unicode suivants (grec et copte, diacritiques):
| formes    | représentations | chaînes de caractères | points de code | descriptions                                           |
| --------- | --------------- | --------------------- | -------------- | ------------------------------------------------------ |
| capitale  | Ξ̑               | Ξ◌̑                    | U+039E U+0311  | lettre majuscule grecque xi diacritique brève inversée |
| minuscule | ξ̑               | ξ◌̑                    | U+03BE U+0311  | lettre minuscule grecque xi diacritique brève inversée |